# 天然少女 萬
『天然少女 萬』（てんねんしょうじょ まん）は、こしばてつやによる日本の漫画作品。1993年第38号から1997年第31号まで講談社の漫画週刊誌『週刊ヤングマガジン』に連載されていた格闘ラブコメディ漫画。単行本は全20巻。1998年第52号から1999年第12号までスピンオフ作品『天然少女 萬 美想少年・百夜』が連載された。
コギャル達のストリートファイトによる勢力争いを絡めたラブコメディ。

## ストーリー

### 天然少女 萬
香田萬、15歳。家が貧しく5歳の時に父は蒸発、母が数年前火事で死亡、生活の苦しさからスリと万引きを小さい頃に覚え初めて捕まったのが7歳の時。その後も13回補導されたために救護院へ1年以上預けられるも今度は憎んでいたギャンブル狂の父と暮らすはめになる。
この物語はそんな自分の不幸さに気付かないほどの元気バカな萬が、ストリートファイトや道徳的で正義感が強い加治屋との純愛を通して成長していく非凡な成り上がりドラマである。

### 天然少女 萬[美想少年・百夜]
香田萬と加治屋大二郎、2人の純愛は横浜と岩手という距離に遮られること無く通じ合っていた。
すべてが順調であった萬。だが、謎の美少年の出現により知られざる美想の世界へ迷い込むことになる。

## 主な登場人物

### 香田家大山家
神奈川県横浜市中区成金町という架空の町の、244段もの階段を上りきった先にある。風呂は五右衛門風呂でトイレは度々詰まり、物語後半では雨漏りし屋根裏の木材が腐り落ちるほどの見るからに貧乏な住宅。大家の大山政吉とその孫辰吉、家を借りている香田寛と娘の萬、居候の加治屋大二郎の5人が暮らしている。物語終盤ガス爆発により家が破壊され5人は離散する。
香田 萬（こうだ まん）
主人公。昭和5×年埼玉県生まれ。初登場時15歳の女の子。私立本牧学園編入当初は1年F組で物語終盤では2年F組に進級している。処女。
生まれた時から家が貧しく、ギャンブル狂の父が蒸発する以前、善悪もわからない幼い萬にスリや万引きをしこんだ為、補導歴は13回にものぼる。その後生活の為救護院に預けられるが、その間に最愛の母を火事で亡くし再び父と暮らすことになる。同じ貧乏という境遇でありながら特待生として迎えられた加治屋に対抗意識を燃やし、住み込み先を失った加治屋を自宅へ引き入れる。
少年のような容姿で物語中盤まではブラジャーもつけていなかった。怒りが頂点に達すると鼻血が出る体質。ギャンブル狂の父親に常々怒りをぶつけているが、心底嫌っているわけではない模様。夢は素敵なお嫁さん。根は素直で純粋だが直情的に行動を取る為に様々なファイトに巻き込まれていく。
日常では常日頃身体を鍛えている加治屋に対抗意識を持ち、ストリートファイトでは二度バトルを繰り広げた事で里緒菜・千秋と関係を深める。誰よりも強くなる事をモットーとしてタカ達20人とのバトルに勝利するも、自分には無縁であったはずの「理解できない出来事や人間」の象徴桃瀬と出会ったことで精神が弱ってしまう。そんなある雨の夜、桃瀬とのバトルで加治屋の顔がよぎった事・桃瀬から無事逃げた直後に加治屋と出会い思わず心を許した事を思い出し、境遇の似ている加治屋の存在に救われたと自覚して加治屋にキスをする。その後あっさり両思いになった上、嫉妬や束縛・馴れ馴れしさ等自分以上に自分の事が好きである加治屋をうっとおしく思い始めるが、テルとタクミの一件を通して加治屋への本当の気持ちを自覚し、晴れて恋人関係になった。
終盤ではガス爆発で家と父親を失い更には恋人の加治屋が岩手へ去ってしまうという事態に追い込まれるが、父親はあっさり生きており、加治屋とは「必ずまたいつか会える」という約束を交わして遠距離恋愛を続けている。
『天然少女 萬[美想少年・百夜]』にも登場する。本編以降は学校に住んでおり、学校中で喧嘩が強く貧乏で加治屋と遠距離恋愛中であることが知られている。小百希に頼まれたことで百夜との一件に巻き込まれていく。相変わらず加治屋とは清い仲。
加治屋 大二郎（かじや だいじろう）
昭和5×年岩手県生まれ、私立本牧学園1年F組で初登場時15歳。物語終盤では2年F組に進級したのち母親危篤の為学校を休学し実家の岩手に帰省する。童貞。
元々貧乏だったが小学生時代に父親を肺癌で亡くして以来家計を助けるために出稼ぎをはじめる。現在の校長の地元が岩手という事と加治屋が岩手一貧乏でありながら勉強熱心であった事もあり、特待生として本牧学園へ出稼ぎ入学した。住み込みのバイト先で女体アレルギーをネタにいじめられ働き口を無くした所、萬に声を掛けられ萬の家へ居候する。
女体を見ると呼吸が出来なくなる体質で「巨チン」がコンプレックス。生い立ちから煙草を吸う行為を嫌っている。また非常に道徳的で正義感が強く、万引きを繰り返し学校をサボる萬を作中幾度と注意するシーンが見られる。格闘技が好きで日頃から鍛錬しているため千秋と里緒菜からは「Jメンズばり」テルミからは「デルモ並み」のナイスバディと評される肉体の持ち主。汚いジャージや髪形のせいで見逃されているが実は二枚目。普段の真面目な生活態度故萬以外には知られていないが、タクが冷や汗を流すほど強くそのパンチ力はコンクリートにヒビが入るほど。脚も早い。
萬と一緒に暮らすうちに無自覚なまま萬に惹かれていく。桃瀬とのファイト後の萬の変化に気付き、惹かれていたピンナップの女が萬とそっくりであった事と萬からキスをされた事で自分の気持ちをはっきりと自覚する。それ以降萬との距離を急速に縮めようとするも、加治屋への気持ちが分からなくなった萬に振り回されてしまう。それをテルミに付けねらわれてしまうが、タクとのタイマン勝負で不器用でも萬と自分自身の為に歩いていこうと決意し萬と改めて付き合う事になった。
終盤では母親が危篤という電報が届いたため学校を休学し父親を失った萬に泣きながらさよならを告げるも、萬とプールで裸で抱きしめあい「必ずまたいつか会える」という約束を交わして遠距離恋愛を続けている。
『天然少女 萬[美想少年・百夜]』にも登場する。高卒の資格を取るべく勉強と家の手伝いを両立している。サトシからの電話で萬が百夜とセックスをしたと誤解し、自転車で岩手から萬のいる学校まで爆走してきた。
香田 寛（こうだ かん）
物語中盤、静岡競輪場へ行くべく蒸発した際46歳。十年前に萬とその母親を置いて蒸発した萬の父親。ギャンブル狂で自身もスリや万引きが得意。萬を現在自身が住む家へ呼び寄せた事で物語が始まる。萬がどんなに隠そうともその金を見つけ出してギャンブルへ注ぎ込み、全く働こうとしない。物語中盤、ハングリー精神を呼び戻しツキを呼ぶべく萬の母の墓に隠されていた金を掘り返して静岡へ姿を消す。
物語終盤で10万馬券をあてて戻ってくるも、ガス爆発を起こして家と金を全て失ってしまう。死んだものと思われていたがやけどで通院していただけであった。萬が岩手に住む加治屋へ会いに行く為の資金10万をスり、相変わらずバクチ打ちを続けている。
大山 辰吉（おおやま たつきち）
初登場時7歳。タイプは年上。祖父の辰吉と二人暮らしの年金生活を送っているが萬の父親が家賃を払わない為、萬に肩代わりをさせるまで万引きをしていた。どうしようもない「エロガキ」で萬へセクハラ行為を繰り返している。
『天然少女 萬[美想少年・百夜]』にも登場する。
大山 政吉（おおやま まさきち）
萬が住む家の大家。タイプはロリータ。寛との取引で萬の裸を覗ける代わりに家賃を唯にしているが、萬はそれを知らない。常日頃から孫の辰吉と共に萬へセクハラ行為を繰り返している。家を破壊されるも寛が死亡したかと思われた際は萬へ優しい言葉をかける等、本質では女に甘い。萬の処女が加治屋の「巨チン」に奪われるのを阻止すべく常に目を光らせている。
物語終盤ガス爆発により家を失うが、岩手へ帰る加治屋に孫共々付いていき現在は岩手の加治屋宅で生活している。
『天然少女 萬[美想少年・百夜]』にも登場する。

### 私立滝ノ里女子高等学校

#### 生徒
三浦 千秋（みうら ちあき）
高校三年生で17歳。里緒菜の親友。小百希の姉。美人。大金持ちで海外生活が長い為、初対面でキスやハグなどのスキンシップを取り相手を戸惑わせる事もある。気に入った相手には下着を贈るが本人に他意は全くない。コギャルだが不良ではない為、内申書を考えて校則を守り援助交際する妹を諌める等出来た姉という側面を持つ。萬と里緒菜のタイマンを冷静に分析しセコンドにもなる知性派。またそれをきっかけに萬を気に入り、萬の恋の良き相談相手になっていく。
『天然少女 萬[美想少年・百夜]』にも登場する。
里緒菜（りおな）
千秋の親友で萬の宿敵、格闘家の娘でもある。コギャルで美人。彼氏はいるものの、不特定多数の男とデートをしている描写がある。彼氏である保一に片思いした影浦絵菜が逆恨みで萬に里緒菜へのタイマンを依頼したことで萬と関わっていくことになる。
萬と一度目のタイマンで勝利するもリベンジ戦で敗北、以降萬のライバルとなる。
『天然少女 萬[美想少年・百夜]』にも登場する。

#### 関係者
三浦 小百希（みうら さゆき）
千秋の妹で中学二年生。援助交際をしている。ウリネームはマキ。貞操観念が薄くイケメンに目がない。物語中盤、援助交際をきっかけに拉致事件に巻き込まれてしまう。
『天然少女 萬[美想少年・百夜]』にも登場する。小百希が萬に百夜の写真を撮ってくるよう依頼した事から、萬と百夜は接触することになる。

### 私立本牧学園
神奈川にある高校。優秀な学校ではあるが、生徒確保の為「できの悪いガキ」を集めた特別クラス（F組に相当）が編成されている。

#### 生徒
成井 百夜（なるい ゆや）
『天然少女 萬[美想少年・百夜]』の登場キャラクター。
萬と同じ高校の三年生。カワイイ系男子。「チョーラブリー」というストリート系雑誌に紹介されて以降人気者。喧嘩慣れしている。サトシと恋人契約を結び教師の谷とも男版援助交際をしているが学費と裏口入学の為。慶安大学の経済学部を目指していたが、退学後は新宿のお水の世界を歩むことになる。将来の夢は社長。
母親が金の為に飲み屋の客と入れ替わりで肉体関係を結んでいた事をひたすら黙認していたが、ついに我慢できずカッターで母親を切りつけ中学を救護院で過ごすことになった経歴がある。小学校時代「見た目」から苛められていた。
萬を知っていたのは萬が学校で有名だからではなく救護院に預けられていたという育った境遇が同じであるため。援助交際をする自分と同じ匂いを萬に感じていたが、援助交際をせず正しく生きている萬を見て人を信じる勇気と喜びを取り戻し、初めて萬という女に惚れる。しかしそれを知ったサトシによって谷との関係を暴露され退学を余儀なくされた。町を出て行く日、萬に加治屋と別れて自分と付き合うようせまるも萬に振られる。そして萬を寝取られたと激怒し岩手から自転車で駆けつけた加治屋に対しては、自分と谷とのキス写真を見せてその誤解を解いた。
森 拓哉（もり たくや）
萬と同じ2-Fクラスで通称タク。握力80の持ち主で保護観察中。テルミの彼氏だが、テルミの親友であるトモとも肉体関係を持つ。たまごっち狩りをしたり金を賭けて腕相撲をしたりと素行不良だが、貧乏出稼ぎ学生である加治屋には金を取らずに腕相撲勝負を持ちかけたり、テルミの本心を理解してテルミと寄りを戻したりと根は優しい。
昔彼女であるテルミを強姦しようとしたDJを殴るも、DJが警察幹部の親戚であった為に少年院へ送られた経歴がある。
同じクラスである萬と加治屋とはただのクラスメートだったが、萬とは自転車でぶつかった事で、加治屋とは屋上で腕相撲をしたことで関わることになる。加治屋の強さと萬と加治屋の関係に興味を持つも、テルミが仲間を使って萬を襲った事実とテルミが加治屋に告白してキスをした場面を目撃してしまい、萬と付き合う事を賭けて加治屋とタイマン勝負をする。
勝負の最中、テルミが自分を思い加治屋とのバトルを止めようとした事であえて加治屋に負ける。負けた後にテルミと寄りを戻す。
児嶋 テルミ（こじま テルミ）
萬とは一学年下でタクの彼女。通称テルミ。自分が大好き。
タクが持ち合わせていない「巨チン」とタクと引けをとらない「ナイスバディ」を目当てに加治屋へ言い寄るも、加治屋が純情過ぎる為に上手くいかない。今度は萬を呼び出し加治屋との関係を問いただそうとするも、逆に萬から加治屋にちょっかいを出さぬようビンタされてしまう。その一件から気に入らない萬から加治屋を奪おうと仲間を使い萬を窮地に追い込んだが、ピンチに陥った萬を加治屋と彼氏のタクが救ったことで逆にタクから疑惑を向けられる事に。その翌日、疑念を解明すべく動いたタクに、テルミが加治屋に言い寄っている事、更にはテルミが加治屋に告白しキスをした場面を目撃されてしまい、萬・テルミ・タク・加治屋の四者の関係を巡ってタクと加治屋が勝負を繰り広げる羽目に陥ってしまった。
勝負の最中タクが再び少年院送りになる事を恐れてテルミはタクを止めようとする。自分の為に負けたタクを見て、二度と浮気心を出さないと誓いタクと寄りを戻す。
長谷川 ヒデキ（はせがわ ヒデキ）
サッカー部のキャプテンで常に女サポーターに囲まれているモテ男。自分に一切なびかない萬に興味を持ち萬を賭けて彼氏と勘違いした加治屋に（ペナルティーキック）勝負を挑むも、加治屋に無視された挙句タイマンと勘違いされた萬にラリアットされ自宅療養を余儀なくされる。
高野 小巻（たかの こまき）
ヒデキの彼女。ヒデキに怪我を負わせた萬に復讐をしようと男三人を使って萬を襲わせるも返り討ちにあう。
坂田（さかた）
萬と同じクラスでシリフェチ。背は萬より小さい。萬に惚れてデートに誘うも、中学時代に坂田を苛めていた長渕一味にデート現場を目撃され萬共々拉致される。
その後拉致現場で萬が20人の男を相手に大立ち回りする姿を見、そのあまりの強さに身を退いた。身を引いた後も教室では萬とコイン落としをしたりとクラスメイトとして関係を続けている。
松方 サトシ（まつかた サトシ）
天然少女 萬[美想少年・百夜] の登場キャラクター
百夜と同じ学校で、月10万円で恋人関係を結んでいる。谷との関係に気がつきながらその関係に愛が無いことを知っていたので我慢していた。バッティングピッチャーだった。
美術室で百夜と谷先生の情事を目撃してしまった萬に対して、愛する百夜の秘密を守るためボールを投げ込み萬を脅迫し携帯メモリを抹消した。更には加治屋に対して百夜の名を名乗り萬と肉体関係を結んだという虚偽の電話をかける。しかし百夜の心が萬へと向けられている悟ると、谷先生と百夜の関係を匿名電話で校長に通報しその証拠として二人の情事中の盗撮写真を翌朝学校に大量にばら撒いて二人を退職・退学へと追い込んだ。二人が去った後も萬の存在を逆恨みし、金属バットで萬を襲撃したが萬に倒された。

#### 教師関係者
校長
萬が過ごした救護院の院長と友人であり、萬を編入させ加治屋を特待生として学校へ迎えた張本人。金策に目が無く、問題を起こす萬を退学させないのは萬の境遇・美貌・運動センスが将来自身の学校を有名にするだろうと思っているため。
『天然少女 萬[美想少年・百夜]』にも登場する。
千葉先生（ちばせんせい）
体育教師。萬の才能に惚れこみ、授業の度に萬をひいきしている。
鈴木先生（すずきせんせい）
萬をはじめとするF組の担任。見た目は萬曰く「ムーミン谷の住人」だが、体育会系のスパルタ教師。素行の悪い萬を快く思っておらず、度々制裁を加える。
谷先生（たにせんせい）
『天然少女 萬[美想少年・百夜]』の登場キャラクター。
進路指導担当。陰険で殆どの生徒から嫌われているが、逆らうと未来を失うと言われているほど大学の推薦にかなりの力を持っている。百夜と肉体関係を結んでおり国公立大学への推薦をする約束を交わしていたが、百夜との関係を暴露されクビになった。
松田 桃子（まつだ ももこ）
『天然少女 萬[美想少年・百夜]』の登場キャラクター。
通称「モモちゃん」。購買部のおばちゃんで学校に住んでいる。1階職員室奥に部屋があり、萬と現在同居中。昔男で苦労したらしく、恋愛にはリアル指向。

### タカとその仲間
萬のクラスメイト坂田を中学時代苛めていた長淵・桑田の二人組とその先輩でリーダー格のタカ、「萬をマワせる」と声を掛け集まった20人の男達の集団。閉鎖したボウリング場を根城にしている。この20人を倒したことで萬の名は一気に評判になった。
タカさん
長渕達の先輩。実質の頭。クレープ屋でバイトしている。萬曰く「ボブ」。
拉致してきた萬に自分の女となり坂田を連れて脱出するか20人の男にマワされるか選択させるも、両方断った萬をマワすよう長渕たちに指示を出す。萬を助けにきた加治屋にパンチ一発でのされる。
坂田にあえてナイフを渡し助けに行けと檄を飛ばしたり、萬にのされた長渕たちを見て気遣う等、心底悪人ではない描写がある。
長渕（ながぶち）
中学時代、坂田を金づるに恐喝していた一人。坂田を囮に萬を呼び出すも萬の強さをまざまざと見せ付けられ、萬の言うがままタカのいるボウリング場へ萬を連れて行く。
桑田（くわた）
中学時代、坂田を金づるに恐喝していた一人。長渕と共に萬に敗北する。
信夫（のぶお）
萬を襲いバッグを取るもドブ川に投げ飛ばされる。
タケシ
中学時代柔道をやっていた。萬を締め落としたつもりだったが、逆に萬に包帯で首を絞められる。
伊藤
大ぼら吹きのヤリたがり。萬に一発でのされる。

### 桃瀬とその仲間
桃瀬 貴文（ももせ たかふみ）
近隣に駅もコンビニもない無人高級マンションの最上階に住む。超美形だがゲーム感覚で女を拉致する暇と金を持て余した変わり者。何人もの女をレイプしてきた超ドSで屈折した人格の持ち主。クスリを飲むせいで度々幻覚をみる。萬にトラウマを残した人物。
平成7年6月4日、見通しのきかない交差点で貴文が車を運転中、赤信号にもかかわらず酔っ払っていた弟の桃瀬良文が車道に飛び出したことで弟を轢き殺してしまう。それ以降、悪い女に騙されては泣きついてきた弟の「女がニクイ」という口癖を実行すべく拉致を繰り返し女に復讐をしてきた。萬達を拉致し萬をレイプしようとするものの、暴れる萬とのバトル中に弟良文の影を見る事となる。結果萬に倒され、弟の呪縛から解き放たれた。
ベラ
17歳。高校に通っていれば千秋と同じ高校3年生で、S専門のSM嬢。
小学6年生の時から父親に毎晩犯されるようになり、それを知った母親に殺されそうになる。その為に中学1年時に家出しテレクラで知り合った男達の家を泊まり歩く生活を送っていた。高校には進学していない。彫師の家に泊まった際に騙されて背中に刺青を彫られたのがSM嬢になるきっかけとなった。格闘はテレクラで知り合った男から教えられた。
加藤と共に千秋と里緒菜を拉致し里緒菜に下剤を飲ませた後いたぶるも、里緒菜のダブル掌底で呼吸困難を引き起こし敗北する。桃瀬を倒し萬たちが逃走すべく乗った車のバンパーに張り付きしつこく追従するも、機転を利かせて里緒菜がワイパーで動かしたことで車道へ投げ出されてしまった。
加藤（かとう）
貴文の仲間で、テレクラで知り合った小百希と偶然自転車に乗って衝突してきた萬、更にはベラと共に千秋と里緒菜を拉致した。貴文がクスリで壊れていく事に懸念を抱いている。ヒデ達に指示を出して拉致を指揮する、拉致実行犯の事実上のブレーン。
拉致した4人がベラに調教された後仲間とマワす予定だったが、ベラ・ヒデ共々里緒菜に敗北した。
ヒデ
貴文の仲間で拉致実行犯。ベラを倒してベランダへ逃げた里緒菜にナイフを向けて脅すも里緒菜にのされる。
マサオ
貴文の仲間で拉致実行犯。サングラスをかけている。ベラを倒した里緒菜を追いヒデと加藤がベランダへ出た隙を狙って小百希を好き放題にしようとするも、ヒデと加藤を倒した里緒菜に飛び蹴りを食らわされ気絶する。

## 単行本
- こしばてつや 『天然少女 萬』 講談社〈ヤンマガKCスペシャル〉、全20巻
  1. 1993年12月6日発売、ISBN 978-4-06-323441-1
  2. 1994年3月5日発売、ISBN 978-4-06-323451-0
  3. 1994年7月6日発売、ISBN 978-4-06-323477-0
  4. 1994年10月6日発売、ISBN 978-4-06-323490-9
  5. 1994年12月6日発売、ISBN 978-4-06-323506-7
  6. 1995年2月6日発売、ISBN 978-4-06-323518-0
  7. 1995年5月6日発売、ISBN 978-4-06-323532-6
  8. 1995年8月7日発売、ISBN 978-4-06-323553-1
  9. 1995年11月6日発売、ISBN 978-4-06-323566-1
  10. 1996年2月6日発売、ISBN 978-4-06-323581-4
  11. 1996年5月8日発売、ISBN 978-4-06-323595-1
  12. 1996年8月6日発売、ISBN 978-4-06-336612-9
  13. 1996年10月4日発売、ISBN 978-4-06-336620-4
  14. 1997年1月8日発売、ISBN 978-4-06-336643-3
  15. 1997年4月4日発売、ISBN 978-4-06-336657-0
  16. 1997年7月4日発売、ISBN 978-4-06-336673-0
  17. 1997年10月6日発売、ISBN 978-4-06-336691-4
  18. 1998年1月7日発売、ISBN 978-4-06-336712-6
  19. 1998年5月7日発売、ISBN 978-4-06-336729-4
  20. 1998年9月4日発売、ISBN 978-4-06-336756-0
- こしばてつや 『天然少女 萬 美想少年・百夜編』 講談社〈ヤンマガKCスペシャル〉、全1巻
  1. 1999年4月6日発売、ISBN 978-4-06-336797-3

この他、Collector's edition （ヤングマガジンコミックスデラックス）と電子書籍（Kindle）版が存在する。

## 実写化
- 1996年、矢部美穂主演（オリジナルビデオ）
- 1999年2月、松田純主演（WOWOW）
- 1999年11月、酒井彩名主演（WOWOW） - 天然少女萬NEXT-横浜百夜篇 を参照